# Kathleen Wrasama
 Kathleen Wrasama  (* in Äthiopien; † in England) war eine in Äthiopien geborene britische Community-Organisatorin.

## Leben und Werk
Wrasama wurde als Kind vor dem Ersten Weltkrieg von Missionaren der Kirche aus Äthiopien aufgenommen und dann 1917 nach England gebracht. Sie lebte in einem Kinderheim in Yorkshire und die dort gemachten Erfahrungen bewirkten, dass sie weglief und anschließend Arbeit als Landarbeiterin fand. In den 1930er-Jahren zog sie nach London und spielte in Paul-Robeson-Filmen. Mit ihrem Ehemann gründete sie die somalische Seemannsmission in Stepney und in den 1950er-Jahren die Stepney Coloured People’s Association, die sich für die Verbesserung der Bildung und Wohnsituation für Schwarze einsetzte. 1982 erzählte sie von ihrem Leben im Londoner East End in einem Interview für den BBC-Dokumentarfilm „Surviving: Experience of Migration and Exile“. Nachdem zwei Schulklassen den Film gesehen hatten, wurde sie von den Schülern eingeladen und interviewt. 2018 wurde sie von der Zeitung The Voice zitiert als eine von acht schwarzen Frauen  neben Olive Morris, Connie Mark, Fanny Eaton, Diane Abbott, Lilian Bader, Margaret Busby und Mary Seacole, die zur Veränderung der britischen Geschichte beigetragen haben.